# Stactolaema
Stactolaema là một chi chim trong họ Lybiidae.